# Madrasostes malayanus
Madrasostes malayanus är en skalbaggsart som beskrevs av Renaud Maurice Adrien Paulian 1979. Madrasostes malayanus ingår i släktet Madrasostes och familjen Hybosoridae. Inga underarter finns listade i Catalogue of Life.